# Splice, experiment mortal
Splice, experiment mortal (títol original en anglès Splice) és una pel·lícula de ciència-ficció de terror del 2009 dirigida per Vincenzo Natali i protagonitzada per Adrien Brody, Sarah Polley i Delphine Chanéac. La història tracta d'experiments d'enginyeria genètica realitzats per una jove parella científica, que intenten introduir l'ADN humà en el seu treball d’empalmament de gens animals que resulten en la creació d'un híbrid humà-animal. Guillermo del Toro, Don Murphy, i Joel Silver estan acreditats com a productors executius d'aquesta pel·lícula. Estrenada a les sales el 4 de juny de 2010, la pel·lícula va rebre crítiques generalment positives, però no va tenir èxit comercial i va recaptar només 27,1 milions de dòlars contra un pressupost de producció de 30 milions de dòlars. Ha estat doblada al català.

## Argument
Els enginyers genètics Clive Nicoli i Elsa Kast esperen assolir fama mitjançant empalmant ADN animal per crear híbrids per a ús mèdic a l'empresa N.E.R.D. (Recerca i Desenvolupament d'Intercanvi Nucleic). El seu treball ha donat lloc a Fred i Ginger, dues grans criatures vermiformes pensades com a companys l'un de l'altre. Després d'unir-los amb èxit, Clive i Elsa planegen crear un híbrid humà-animal revolucionari. Els seus empresaris Joan Chorot i William Barlow ho prohibeixen i els ordenen que es concentrin a identificar i extreure proteïnes de Fred i Ginger per a la producció de fàrmacs.
Tanmateix, Clive i Elsa segueixen els seus plans en secret i desenvolupen una criatura femenina prepúber. Tot i que tenien previst acabar abans que l'híbrid arribés a terme, Elsa convenç a Clive perquè el deixi viure. L'híbrid envelleix físicament molt més ràpid que els humans i es desenvolupa mentalment com un nen humà. Després d'escriure NERD amb joguines després de veure l'acrònim de la samarreta de l'Elsa, Elsa l'anomena "Dren".
El germà de Clive, Gavin, descobreix a Dren, però fuig després que ella li salti sobre. L'Elsa s'adona que en Dren té febre i intenta refredar-la en una pica d'aigua freda de mida industrial. Clive sosté Dren sota l'aigua. Això obliga a Dren a utilitzar les seves brànquies, revelant que és amfíbia. Elsa forma un vincle maternal amb Dren. Mentrestant, Elsa i Clive descuiden la seva feina amb Fred i Ginger. En una presentació anunciada, Fred i Ginger es barallen i es maten entre ells. Ginger s'havia convertit espontàniament en un mascle, però l'Elsa i en Clive no es van adonar, ja que estaven centrats en Dren.
La parella trasllada en Dren a la granja aïllada on va créixer l'Elsa. Dren revela que té tendències carnívores i ales retràctils i entra a l'adolescència. S'avorreix del confinament, però l'Elsa i la Clive temen que la descobreixin fora. Clive s'adona que l'ADN humà utilitzat per crear en Dren no és el d'un donant anònim, com li va dir l'Elsa, sinó el de l'Elsa.
Després que la Dren mati el seu gat amb el agulló de la cua, l'Elsa la frena bruscament i li amputa l'agulló, i després l'utilitza per sintetitzar una proteïna per al seu treball. Mentre està sol amb l'altre, la Dren utilitza les seves feromones per seduir en Clive i té relacions sexuals amb ell, per horror de l'Elsa. Clive acusa l'Elsa de no voler un nen "normal" abans d'això per la seva por de perdre el control. Tornen a la granja per acabar amb Dren, però la troben aparentment morint-se.
William Barlow descobreix l'ADN humà a les mostres de proteïnes de Dren i arriba al graner amb en Gavin, qui en va revelar la ubicació. L'Elsa diu que en Dren és mort i enterrat darrere del graner. Després d'haver-se metamorfosat espontàniament en un mascle, Dren s'aixeca de la tomba i els ataca, matant en Barlow i en Gavin abans de violar a Elsa. Clive ataca en Dren per ajudar a Elsa, però és dominat per Dren. Elsa ataca en Dren per ajudar en Clive, però dubta, la qual cosa permet a Dren matar en Clive. Aleshores, Elsa mata en Dren.
En una torre d'oficines, en Joan li diu a l'Elsa que el cos d'en Dren contenia nombrosos compostos bioquímics, pels quals l'empresa està presentant patents. Ofereix a una Elsa visiblement embarassada una gran suma de diners per fer front a l'embaràs que l'Elsa accepta.

## Repartiment
- Adrien Brody com a Clive Nicoli
- Sarah Polley com a Elsa Kast
- Delphine Chanéac com a Dren
  - Abigail Chu com a Dren nena
- Brandon McGibbon com Gavin Nicoli
- Simona Maicanescu com a Joan Chorot
- David Hewlett com a William Barlow

## Producció
Splice va ser escrit pel director Vincenzo Natali i els guionistes Antoinette Terry Bryant i Doug Taylor. Originalment, el guió estava pensat per seguir Cube (1997) de Natali, però el pressupost i la tecnologia restringida van dificultar el projecte. El 2007, el projecte va entrar en desenvolupament actiu com a coproducció 75% canadenca i 25% francesa, rebent un pressupost de 26 milions de dòlars. El director va descriure la pel·lícula: "Splice tracta molt sobre el nostre futur genètic i la manera com la ciència està posant-se al dia amb bona part de la ficció que hi ha. [Aquesta] és una pel·lícula seriosa i emotiva. I hi ha sexe... Un sexe molt, molt poc convencional. La peça central de la pel·lícula és una criatura que passa per un procés evolutiu dramàtic. L'objectiu és crear quelcom impactant, però també molt subtil i completament creïble."
L'octubre de 2007, els actors Brody i Polley van ser elegits per als papers principals. La producció va començar el novembre següent a Toronto. Va comptar amb l'ajuda del finançament de Telefilm Canada de 2,5 milions de dòlars EUA. Filming took place in Toronto and concluded in February 2008.
En una entrevista, quan se li va preguntar si hi hauria alguna seqüela, Natali va respondre: "No crec. Podria passar, però hauria requerit que la pel·lícula guanyés molts diners als Estats Units, però tot i que el final de la pel·lícula sembla estar configurant una seqüela, la meva intenció mai no va ser acabar amb una pregunta, i de manera una mica ambigua, i sempre impliquen el començament d'una altra història. M'agrada deixar al públic amb alguna cosa per reflexionar."

## Estrena
La pel·lícula es va estrenar el 6 d'octubre de 2009 al XLII Festival Internacional de Cinema Fantàstic de Catalunya, on va guanyar el premi als "millors efectes especials" i va optar a "Millor pel·lícula", i va formar part del Festival de Cinema de Sundance de 2010 a Park City (Utah). Després d'una guerra d'ofertes amb Apparition, The Weinstein Company, Newmarket Films, First Look Studios, i Samuel Goldwyn Films, Dark Castle Entertainment va comprar els drets estatunidencs de la pel·lícula i els drets mundials de qualsevol possible seqüela el febrer de 2010, pensant que van "trobar" la propera Paranormal Activity. La pel·lícula va rebre un gran llançament als Estats Units el 4 de juny de 2010, amb Warner Bros. com a distribuïdor. El tràiler es va adjuntar a altres dos Warner Bros. pel·lícules, Els perdedors i Malson a Elm Street. L'origen. La pel·lícula es va estrenar el 4 de juny de 2010 en estrena àmplia amb un cap de setmana d'estrena de 7,4 milions de dòlars en 2.450 sales, amb una mitjana de 3.014 dòlars per sala. Splice es va estrenar en DVD i Blu-ray el 5 d'octubre de 2010 als EUA i el 29 de novembre de 2010, al Regne Unit.

## Recepció
Al lloc web de l'agregador de ressenyes Rotten Tomatoes, el 75% de les crítiques de 201 crítiques són positives, amb una valoració mitjana de 6,7/10. El consens del lloc web diu: No porta la seva fantàstica premissa tan lluny com hauria de ser, però Splice és un plaer intel·ligent i ben actuat per als aficionats al terror. Metacritic que utilitza una mitjana ponderada, va assignar a la pel·lícula una puntuació de 66 sobre 100, basada en 35 crítics, indicant crítiques "generalment favorables". El públic enquestat per CinemaScore va donar a la pel·lícula una nota mitjana de "D" en un A+ a escala F.
Manohla Dargis de The New York Times va escriure que Natali "no ha reinventat el gènere de terror", sinó que "ha fet el millor possible amb una pel·lícula intel·ligent que, entre els seus petits esbroncats i una sacsejada ocasional, explora qüestions difícils com la bioètica, l'avortament, la ciència patrocinada per les empreses, els problemes de compromís entre els amants i fins i tot les dinàmiques familiars dignes de Freud." Andrew O'Hehir de Salon va dir "Fosc, elegant, divertit i esgarrifosament infecciosa, la comèdia de terror d'enginyeria genètica Splice és un vehicle de retorn dinàmic per al director de gènere canadenc Vincenzo Natali, que va sorprendre fa uns anys amb Cube." Lisa Schwarzbaum a Entertainment Weekly va donar a la pel·lícula una A- i va declarar: "Els efectes de criatures excepcionals d'Howard Berger només es fan més sorprenents a mesura que Splice es divideix en una estranya imatge de terror, després es divideix de nou en alguna cosa de La llavor del diable."
Roger Ebert del Chicago Sun-Times la va qualificar de "ben feta i intrigant", però va dir que és decebedora perquè no explora el personatge de Dren. Comparant la pel·lícula amb The Brood de David Cronenberg, Peter Travers de Rolling Stone va dir: "Interpretat de nen per Abigail Chu i d'adult per Delphine Chanéac, Dren es transforma en un miracle d'efectes especials, sexy i espantós a dosis iguals" i va donar a la pel·lícula 3 sobre 4. També comparant les escenes de sexe amb el treball de Cronenberg, Mick LaSalle de la San Francisco Chronicle la va puntuar amb 2/4 estrelles i va escriure que, tot i que té diverses escenes repugnants, és "una pel·lícula de monstres reglamentària" que és "massa estúpida per ser seriosa i massa lenta per ser entretinguda". Richard Roeper va destrossar Splice, anomenant-la una de les pitjors pel·lícules del 2010. Va donar a la pel·lícula un D+, anomenant-la "ridícula" però donant-li crèdit per haver intentat ser diferent.

### Reconeixements
Splice va guanyar el Telefilm Golden Box Office Award 2011, 40.000 CAD per ser el llargmetratge canadenc més taquiller en anglès el 2010.
La pel·lícula va ser nominada a la millor pel·lícula de ciència-ficció als 37ns Premis Saturn, però va perdre davant Origen, una altra pel·lícula de Warner Bros.